# Inger Christensen - Cikaderne findes
Inger Christensen - Cikaderne findes er en dansk portrætfilm fra 1998, der er instrueret af Jytte Rex efter eget manuskript.

## Handling
Inger Christensen indtager en særstilling i både dansk og europæisk litteratur, og flere af hendes digtsamlinger er oversat til hovedsprogene. I Jytte Rex' portrætfilm møder seerne hende i lejligheden på Østerbro i København, hvor hun fortæller om sit liv og arbejde. I filmen læser Inger Christensen desuden op af sine vigtigste værker: Det (1969), Det malede værelse (1976), Alfabet (1981) og Sommerfugledalen (1991).